# Erik Gustaf Boström
Erik Gustaf Bernhard Boström (Stockholm, 11 februari 1842 - 21 februari 1907) was een Zweeds eerste minister.

## Studies en beroepsloopbaan
In 1861 begon Boström een studie aan de Universiteit van Uppsala, die hij na de dood van zijn moeder in 1863 beëindigde om zijn ouderlijk bezit in Östanå te beheren, aangezien zijn vader ook al gestorven was. Nadat hij zijn dienstplicht afkocht, werd hij een succesvol landeigenaar.
In 1871 huwde hij met een dochter van minister en rechter Ludvig Almqvist.

## Politieke loopbaan
In januari 1870 begon hij aan zijn politieke loopbaan toen hij verkozen werd in de Provinciale Landdag van Stockholms län, waar Boström bleef zetelen tot in 1891. Hij was er ook zes jaar de voorzitter van. Als landeigenaar was hij ook lid van het Executieve Comité van de Landbouwmaatschappij van Stockholms län. 
In 1875 werd hij verkozen in het Lagerhuis van de Rijksdag, waar hij bleef zetelen tot in 1893. Hij liet er zich in de Bankencommissie en de Begrotingscommissie horen als een voorstander van een protectionistische politiek. Van 1887 tot 1890 was hij de voorzitter van de Begrotingscommissie van het parlement. Van 1893 tot aan zijn dood zetelde hij dan in het Hogerhuis.
Op 10 juli 1891 werd hij door koning Oscar II voor de eerste keer benoemd tot premier van Zweden als opvolger van Gustaf Åkerhielm. Van 6 november 1894 tot 15 maart 1895 combineerde hij dit eveneens met het ministerschap van Financiën.
De conservatieve Boström was in staatsrechtelijke vragen erg kundig en wilde de unie tussen Zweden en Noorwegen bewaren, maar toch weigerde de Zweedse regering toe te laten dat Noorwegen gezanten naar het buitenland mocht sturen, wat wegens het karakter van de unie eigenlijk niet toegelaten was. In 1892 vonden er wel legerhervormingen plaats in Noorwegen.
Net zoals bijna alle andere Europese staten kwam in Zweden de sociaaldemocratie op, wat toenmalig premier Gillis Bildt in 1889 wou tegengaan door een arbeidersbeschermingswet in te voeren en het strafrecht te verstrengen. Zowel sociaaldemocraten als radicale partijen wilden het algemeen stemrecht invoeren en om hiervoor te strijden, verzamelde op 13 maart 1893 een zogenaamde "Volksrijksdag" zich in Stockholm. Deze bestond uit allemaal leden die in het toenmalige Zweedse kiessysteem niet stemgerechtigd waren. De Volksrijksdag ondertekende verschillende petities gericht aan de regering, het parlement en de koning om het algemeen stemrecht in te voeren.
De koning reageerde niet direct afwijzend, maar reageerde negatief op de eisen van de Noorweegse radicalen. Deze waren immers een voorstander van het einde van de Zweeds-Noorweegse Unie. De koning kreeg de steun van het parlementen, die in april 1893 met vrij grote meerderheid de eisen van de Noorweegse radicalen afkeurden. Het regeringsvoorstel om het stemrecht voor het Lagerhuis uit te breiden en het aantal parlementszetels te verhogen leidde tot heftige debatten, maar werd op 1 maart 1894 toch definitief goedgekeurd.
Na een verkiezings- en een stemmingsnederlaag trad hij op 12 september 1900 na een ambtstermijn van 9 jaar en drie maanden af als premier. Vervolgens was hij van 1900 tot aan zijn dood in 1907 voorzitter van de raad van bestuur van de Nobelstichting.
Op 5 juli 1902 werd hij opnieuw premier van Zweden als opvolger van Fredrik von Otter. Tijdens zijn tweede ambtstermijn werd hij geconfronteerd met de crisis in de Zweeds-Noorweegse Unie, die hem op 13 april 1905 dwong om af te treden als premier.

## Universiteitskanselier
In 1905 werd hij kanselier van de Universiteit van Lund en van de Universiteit van Uppsala. In deze functie bemoeide hij zich met het ontslag van professor Bengt Lidforss, een kopstuk van de Zweedse socialistische beweging. Nadat Boström niet de toelating kreeg om zelf ook actief te zijn als professor, trad hij even af als kanselier. Na korte tijd nam hij zijn functie echter terug op en bleef kanselier tot aan zijn dood.
- Gemeinsame Normdatei: 121808327
- International Standard Name Identifier: 0000 0000 5484 148X
- Library of Congress Control Number: n2001034471
- Nederlandse Thesaurus van Auteursnamen: 184983916
- LIBRIS: 250929
- Virtual International Authority File: 370149196262274790457
- WorldCat: E39PBJckPg9Yw4B9HtfMRvVpyd